# Tjirpan
Tjirpan (bulgariska: Чирпан) är en stad i regionen Stara Zagora i centrala Bulgarien. Staden ligger 39 kilometer sydost om Stara Zagora och 50 kilometer öster om Plovdiv, strax norr om floden Maritsa. Tjirpan hade 14 149 invånare (2018).
Tjirpan är ett centrum för vinproduktion.